# Guirlache
El guirlache es un dulce hecho básicamente de almendras y caramelo solidificado típico en Aragón y en diversas zonas de España, como Cataluña y la Comunidad Valenciana.  

## Historia
Asociado a los turrones, es muy similar al nougat provenzal, un dulce realizado con nueces o almendras y miel. Su nombre actual procede del francés "grillage" (tostado), que fue popularizado en Aragón a partir del siglo XIX.

## Elaboración

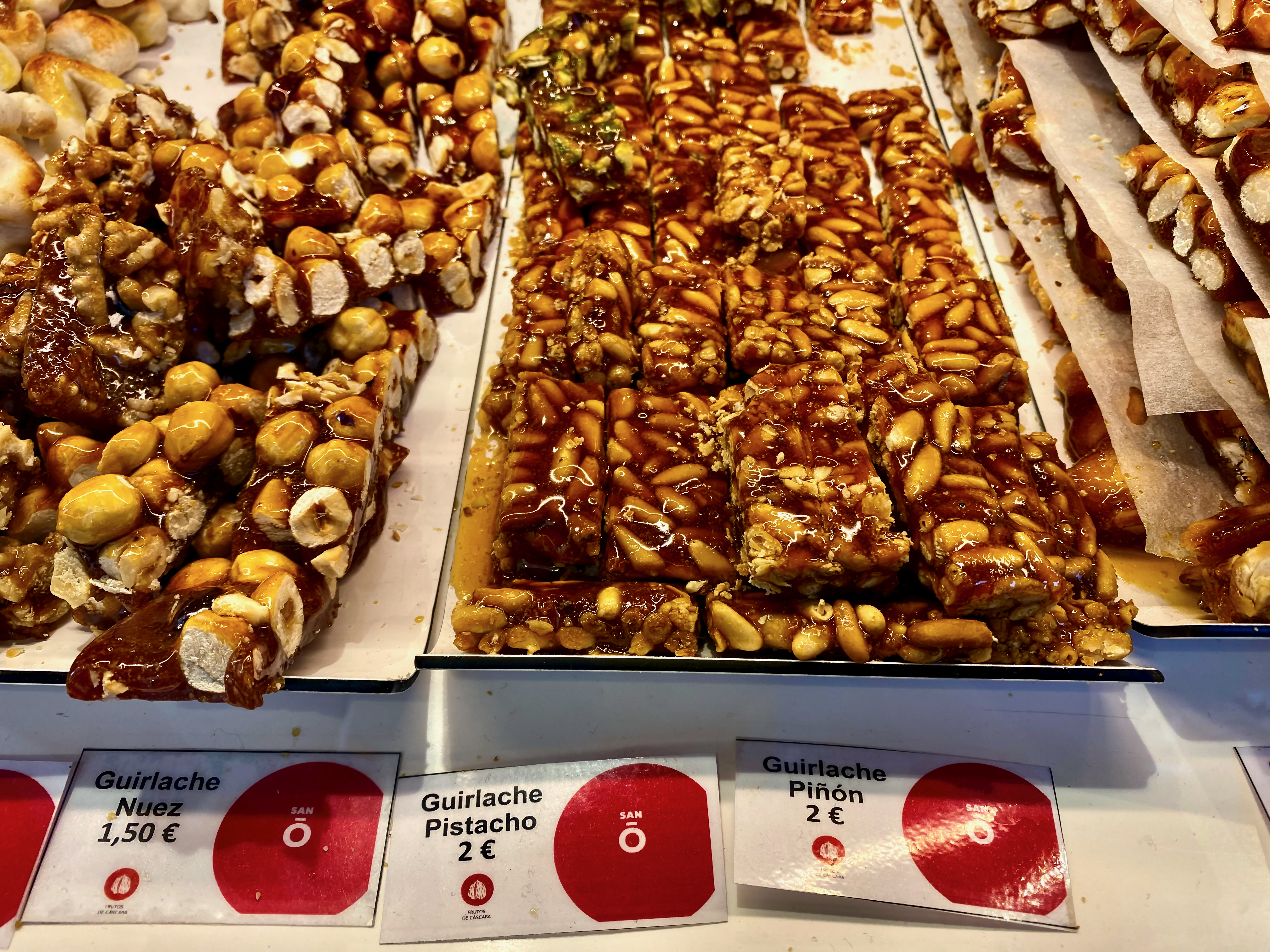
Varios tipos de guirlache

Aunque como en muchas recetas tradicionales muy extendidas pueden encontrarse variaciones locales en las recetas, su preparación básica consiste en fundir azúcar con agua hasta formar una pasta de caramelo a la que se añaden almendras. En otras recetas se indica que en este momento también se añade un poco de zumo de limón y un poco de miel o bien que puede sustituirse el azúcar por la miel. Después de removerlo en la sartén durante unos minutos se extiende sobre una superficie antiadherente o en un molde apropiado y se deja enfriar. En Aragón se le suele añadir piñones o anisetes. Se come frío.

## Consumo
El guirlache se usa tanto como dulce navideño o de todo tiempo así como para realizar construcciones sobre tartas o de ingrediente en otros postres. Debido a su composición resulta un alimento hipercalórico, desaconsejado en caso de padecer algunos trastornos como diabetes, estreñimiento u obesidad. 

## Ingredientes
- Una parte de azúcar.
- Entre media y una parte de almendras. Pueden usarse otros frutos secos como piñones, avellanas o cacahuetes.

Opcionalmente:
- Agua para hacer el caramelo si hay peligro de quemar el azúcar.
- Miel para añadir o sustituir al caramelo.
- Zumo de limón.
- Anises de confitería.
- Chocolate fundido para adornar o cubrir.